# 싼이향

싼이 향의 위치

싼이향(중국어: 三義鄉, 병음: Sānyì Xiāng)은 중화민국 먀오리현의 향이다. 넓이는 69.3424km2이고, 인구는 2015년 8월 기준으로 17,066명이다.

## 교통
- 대만 철로관리국
  - 타이중선
  - 주산선
- 국도 1호선